# ジャン・ゴーダン
ジャン・ゴーダン（Jean François Aimé Philippe Gaudin、1766年3月18日 - 1833年7月14日）はスイスの聖職者、博物学者である。

## 略歴
ロンギロで聖職者の息子に生まれた。チューリッヒ大学で神学を学んだ。この時期、野外旅行を行い、植物学に興味を持った。1795年から1817年の間、レマン湖岸のニヨンのドイツ教区の牧師を務め、数学と博物学の教師も務めた。1817年から1821年には ロンギロの教区で働き、1921年から1933年はニヨンで牧師を務めた。
牧師の仕事をしながら、博物学、植物学の研究を行い、1815年にはゴッセ（Henry Albert Gosse）とスイス自然史協会（Société helvétique des sciences naturelles）を設立した。ローザンヌ大学から1820年に植物学の名誉博士号を贈られた。
1811年に『スイスの草本』（"Agrostologia helvetica"）を出版し、1928年から没する、1833年まで、『スイスの植物』（"Flora helvetica"）を執筆し、ジャン＝ピエール・モナール（Jean-Pierre Monnard）によって『スイスの植物』は完成され、出版された。ゴーダンの標本は没後、パリの植物学者、ガイ（Jean Gay）の譲られ、1878年に、キューガーデンの園長、ジョセフ・ダルトン・フッカーが購入したが、後にヴォー州立植物博物館に収められた。
イネ科の属名Gaudiniaに献名されている他、セリ科の種、Laserpitium gaudiniiなどにも献名されている。

## 著作
- (1811): Agrostologia helvetica definitionem descriptionemque graminum et plantarum eis affinium in Helvetia sponte nascentium complectens Parisiis, Genevae.
- (1833): Flora Helvetica sive Historia Stirpium hucusque Cognitarum in Helvetia et in Tractibus Conterminis aut Sponte Nascentium aut in Hominis Animaliumque Usus vulgo Cultarum continuata. Vol. 7: Topographiam botanicam s. librum mannalem in usum viatoris botanophili Helvetiam peragrantis complectens. Zürich : Orell, Fuessli et Soc, 667 S.
- (1836): Synopsis florae helveticae. Opus posthum continuatum et editum a J(ean) P(ierre) Monnard. Turici:Orell Fuessli, 824. S.